# Francesco Maria Serra
Francesco Maria Serra (Uta, 22 luglio 1804 – Cagliari, 27 agosto 1884) è stato un politico italiano.

## Biografia
Francesco Maria Serra nacque a Uta il 22 luglio 1804 da una famiglia aristocratica. Si laureò in giurisprudenza presso l’Università di Cagliari e sposò ancor giovane, nel 1826, Efisia Nater, anch’essa nobile, dalla quale ebbe otto figli. Fu avvocato, avvocato dei poveri di Cagliari, magistrato, presidente del Consiglio divisionale del capoluogo sardo (dal 1849 al 1857), avvocato fiscale generale presso il Magistrato d'appello di Sardegna (1853), primo presidente onorario della Corte di Cassazione (dal 1857) e primo presidente della Corte d'appello di Cagliari (dal 1860 al 1879).
Tra il 1848 ed il 1861 fu deputato del Regno di Sardegna nelle legislature I, III, IV, V, VII e VIII nelle file della Destra storica; nel 1861 fu nominato senatore del Regno d’Italia, istituzione di cui fu anche vicepresidente dal 1873 al 1876.
Gli fu concesso il titolo di conte in tarda età con R.D. a Roma il 14 gennaio 1875 dal Re Vittorio Emanuele II. Gli furono concesse le armi gentilizie con RR.LL.PP. a Roma il 20 giugno 1881 dal Re Umberto I.
Morì a Cagliari il 27 agosto 1884, ed è sepolto nel Cimitero monumentale di Bonaria.
Il suo bisnipote, conte avv. Ignazio Serra (1903-1980), fu tra i fondatori della Democrazia Cristiana in Sardegna, primo presidente della Provincia di Cagliari e senatore della Repubblica.